# Fury and the Fallen Ones
Fury and the Fallen Ones è l'album di debutto del gruppo musicale statunitense The Ghost Inside, pubblicato il 15 aprile 2008 dalla Mediaskare Records.

## Tracce
1. Provoke (feat. Chris Blair) – 2:31
2. Destined – 2:22
3. Faith or Forgiveness – 2:50
4. Disintegrator – 3:05
5. The Brave – 3:47
6. Siren Song – 2:54
7. Shiner – 3:37
8. Revolutionary (Bang the Drum) – 3:13
9. Inherent Youth – 2:50
10. Smoke and Signal Fires – 2:18
11. The Lion War – 2:22
12. Blue and Gold – 3:13

## Formazione
The Ghost Inside
- Jonathan Vigil – voce
- Aaron Brooks – chitarra solista, voce secondaria
- Soyer Cole – chitarra ritmica
- Tyler Watamanuk – basso
- KC Stockbridge – batteria, percussioni, voce secondaria

Altri musicisti
- Chris Blair – voce in Provoke

Produzione
- Baron Bodnar – produzione esecutiva
- Zack Ochren – ingegneria del suono
- Ryan Eyestone – artwork, layout, design